# EJ (album)
EJ è il nono album di Eric Johnson, pubblicato nel 2016.
Questo primo disco completamente in acustico, pubblicato a trent'anni da Tones, contiene nove tracce originali e quattro cover.
Ad anticipare l'uscita dell'album, il singolo Wrapped in a Cloud.  Le cover scelte da Johnson includono due brani di Simon & Garfunkel (Mrs. Robinson e Scarborough Fair), Jimi Hendrix (One Rainy Wish) e Les Paul & Mary Ford (The World Is Waiting for the Sunshine).

## Tracce
1. Mrs. Robinson – 2:43
2. Water Under the Bridge – 2:35
3. Wonder – 3:12
4. Wrapped in a Cloud – 6:07
5. Once Upon a Time in Texas – 3:43
6. One Rainy Wish – 4:26
7. Serinidad – 2:21
8. Fatherly Downs – 4:00
9. The World Is Waiting for the Sunshine – 2:42
10. November – 5:37
11. All Things You Are – 4:10
12. Scarborough Fair – 3:53
13. Song for Irene – 2:29